# 大相撲中継
『大相撲中継』（おおずもうちゅうけい、Grand Sumo Live）とは大相撲の取組の模様を中継する放送事業者（テレビ・ラジオ）の放送番組もしくはインターネット配信業者が配信する番組（スポーツ中継）である。2023年現在、本場所を日本放送協会 (NHK) がテレビおよびラジオで生中継を実施し、一部の動画配信サイトが動画配信を実施している。また、花相撲の一部をNHKおよび民放テレビ局が中継を行う。
本項目ではこれらの放送・配信について記す。本文中の放送時間はすべて日本標準時（JST）。

## NHKにおける大相撲中継
放送期間・放送時間は以下の局を基準とする。
- テレビ：NHK総合・東京（東京・神奈川・千葉・埼玉）
- ラジオ：ラジオ第1東京（関東広域圏）

### 概説
大相撲中継は、1928年1月12日からNHKのラジオ放送により始まった。このとき放送時間内に勝負を納めるため幕内10分、十両7分の制限時間設定とともに土俵に仕切り線を設けた。ラジオ放送が始まる直前は相撲人気が低迷していたこともあって「ただで聞ける（見られる）ようになれば国技館の客が減る」という反対論もあった というが、杞憂に終わった。テレビ放送は同じくNHKより1953年5月16日に始まった。
以降、本場所は一部の例外を除きほぼ毎場所、全ての開催日において、NHKでラジオ・テレビ中継されている。番組表上では、「大相撲（［西暦の年数］年）［季節など］場所 ［漢数字］日目」（丸かっこを含む）と表現されている場合がある。
その他のNHKの相撲関連番組としては、花相撲はNHKとNHK厚生文化事業団が勧進元となるNHK福祉大相撲（毎年2月に両国国技館で開催）の中継を行う（基本的に録画放送となる）。また、毎年12月下旬の年末編成が実施される日は、NHKの大相撲解説者や好角家のタレントなどをゲストに招いてその年の大相撲を振り返る「大相撲この1年」と題した45分の特番が行われる。

### 放送時間及び形態
以下、全て2024年1月場所現在、日本時間。
原則、13時から18時まで（三段目中位から幕内まで）をBSプレミアム4K及び、BS（2K）と総合テレビのリレー方式で放送する形態である。
| 波別                    | 曜日       | 放送時間                       | 備考 |
| ----------------------- | ---------- | ------------------------------ | --- |
| BSプレミアム4K          | 全開催日   | 13:00 - 18:00                  | 2020年7月場所より中継を開始。BS・総合テレビでも同時放送されるが、両局がニュース等で中断をする場合でも中継は継続される。 なお、2023年12月のBS再編前はBS4Kで放送された。 |
| BS（2K）                | 全開催日   | 13:00 - 総合テレビ放送開始時刻 | 2024年3月場所以降はマルチ編成のサブチャンネルで放送。 平日は13時台、14時台にBSニュースが挿入される。 総合テレビで国会中継または特設ニュースがあってBSでの中継を延長する場合は、15:20まではサブチャンネル、以降はメインチャンネルで放送される。 （過去に17:05までサブチャンネルで放送した例もあった。） 関東地方の総合テレビで政見放送がある場合は、政見放送の放送終了までメインチャンネルで延長放送される。この場合、関東地方以外の地域では、政見放送終了まで総合テレビとBSの両方で放送される。 なお、2023年12月のBS再編前は同編成でBS1が担当していた。 |
| 総合テレビ              | 平日       | 15:10 - 18:00                  | 16時および17時過ぎに約3分間ずつニュースが挿入される（平日のみ）。 1978年5月場所までは、総合テレビでの中継開始は16:05であった（土日のみ15:30放送開始の場合もあり）。 2020年3月場所（春場所）からネット常時同時配信・見逃し番組配信サービスのNHKプラスでも配信される。 |
| 総合テレビ              | 土・日・祝 | 15:05 - 18:00                  | 16時および17時過ぎに約3分間ずつニュースが挿入される（平日のみ）。 1978年5月場所までは、総合テレビでの中継開始は16:05であった（土日のみ15:30放送開始の場合もあり）。 2020年3月場所（春場所）からネット常時同時配信・見逃し番組配信サービスのNHKプラスでも配信される。 |
| ラジオ第1               | 千秋楽以外 | 16:05 - 18:00                  | 17時過ぎに数分間ニュースが挿入される。 毎時25分前後の取組間に交通情報が挿入される。 インターネットラジオ（らじる★らじる・radiko）でも配信される。 |
| ラジオ第1               | 千秋楽     | 15:05 - 18:00                  | 17時過ぎに数分間ニュースが挿入される。 毎時25分前後の取組間に交通情報が挿入される。 インターネットラジオ（らじる★らじる・radiko）でも配信される。 |
| NHKワールド・プレミアム | 平日       | 15:55 - 18:00                  | 5時台に1時間ダイジェスト版の時差放送あり。 平日は2012年3月場所まで16:00開始 また、NHKワールドTV（日本では主要ケーブルテレビで配信）においても、期間中の日曜日を中心に、日本時間17時台の後半の取り組みを、国内向け副音声の英語解説と同じ内容で放送する「Grand Sumo Live」が放送されている。 |
| NHKワールド・プレミアム | 土・日・祝 | 16:00 - 18:00                  | 5時台に1時間ダイジェスト版の時差放送あり。 平日は2012年3月場所まで16:00開始 また、NHKワールドTV（日本では主要ケーブルテレビで配信）においても、期間中の日曜日を中心に、日本時間17時台の後半の取り組みを、国内向け副音声の英語解説と同じ内容で放送する「Grand Sumo Live」が放送されている。 |
| NHKワールド・プレミアム | 千秋楽     | 15:30 - 18:00                  | 5時台に1時間ダイジェスト版の時差放送あり。 平日は2012年3月場所まで16:00開始 また、NHKワールドTV（日本では主要ケーブルテレビで配信）においても、期間中の日曜日を中心に、日本時間17時台の後半の取り組みを、国内向け副音声の英語解説と同じ内容で放送する「Grand Sumo Live」が放送されている。 |
| NHKワールド・ラジオ日本 | 日替わり   | 16時台 - 18:00                 | 開始時刻：平日は16:05、土曜日・平日と重なる祝日は16:11、日曜日は16:15。千秋楽は衛星ラジオのみ15:30から開始し、短波は16:15から開始。土日祝は国際放送独自の日本語ニュースと海外安全情報が放送されるため途中飛び乗りでの開始。 以前は17時台から放送されたが、ラジオ第1放送と同時放送枠が拡大された。現在も、国会中継や選抜高校野球中継などラジオ第1放送の編成状況により、17時台からの放送となる場合がある。 中継中は時報1分前に流される日本語放送の周波数案内はどの時間帯も放送されない（17時前、18時前とも同）。                                          |

放送時間の特例
- 国会中継、スポーツイベントの中継、その他特別番組（報道特別番組を含む）（以下、"前番組"）などのため総合テレビでの放送時間帯が短縮される場合があるが、17時台は必ず放送される[注釈 6][注釈 7]。幕内の取組の内、総合テレビで生放送できなかったものは、取組の合間にVTRで流される。
- 前番組が当初の編成予定時刻よりも早く終了して、大相撲中継の総合テレビ放送開始時刻を繰り上げた場合でも、編成の関係上、BSではそのまま当初予定の総合テレビ放送開始時刻まで放送が継続される（事実上、総合テレビとBSのサイマル放送となる）[注釈 8]。
- やむを得ずに放送できない場合は、それぞれ次のように振り替えることもある。
  - 総合テレビ→Eテレ（リアルタイム字幕放送およびデジタル放送における2か国語放送は通常通り実施）。ただし、近年は総合テレビのマルチチャンネル放送で対応する事例もある[注釈 9]。
  - ラジオ第1→FM（音声はモノラル。2010年3月以降はステレオ放送であるものの、音声自体がモノラルのままステレオ信号で送出）
  - 国会中継がある場合はBS1で15時15分から放送していた（ただし、十両・幕内の取組におけるリアルタイム字幕放送は行われない）。その場合は15時25分から15時55分までL字画面で『東京マーケット情報』が、16時台の中入りの休憩時間に『NHK BSニュース』が挿入されていた（2010年度まで）。2010年11月場所六日目（11月19日）は国会中継（第176回国会 参議院予算委員会 平成22年度補正予算案質疑[9]）の放送が大相撲中継終了から5分後の18時05分（散会は18時04分）まで続いたため最後までBS1で放送。
  - その他、大規模な災害や緊急有事が発生し、やむを得ない理由で、17時台も含め全編で総合テレビ・ラジオ第1が放送できず、教育テレビ（Eテレ）・FM放送に迂回して放送された例もある。
    - 1991年1月17日（初場所5日目）、クウェートで起きた湾岸戦争勃発の影響を受けて、総合テレビ・ラジオ第1は午前8：52以後終日、その関連ニュースを放送した都合により、17・18日ともに大相撲放送ができず[10]、2日間とも16時以後、教育テレビ・FM放送に迂回[11] した。
    - 1995年1月17日（初場所10日目）、兵庫県南部地震（阪神・淡路大震災）の発生により、17-19日は総合テレビ・ラジオ第1放送で終日震災関連の放送を行った[12]、この間、テレビ中継は17時台のみで教育テレビに迂回して放送[13]。またこの間はラジオ放送は震災関連情報（第1）、安否放送（FM）に充当したため3日間放送が休止され、1月20日に17時台のみに限定して再開された[14]。

  - 2011年7月場所からは、総合テレビで国会中継や特設ニュースを放送しているとき、15時20分から17時05分までトップ中継扱いとしてBS1で放送され、17時05分から総合テレビでの放送となり（メインチャンネル・サブチャンネルに関係なくBS1ではリアルタイム字幕放送は実施するが、連動データ放送は行われない）、16時台の中入りの休憩時間に『NHK BSニュース』が挿入される。『東京マーケット情報』については当初は15時25分から15時42分までL字画面で伝えていたが、2011年11月場所以降はサブチャンネルに移して通常通り15時25分から15時50分に放送されている。
- BSでの放送は、BS2時代は国会中継等により開始時間が遅れたり途中で中継が打ち切られることがあったが、BS（旧BS1）での再開後は原則として放送時間が短縮されることはなくなった。
- 取組の進行が遅れるなど、18時の時点で土俵進行が完了していなかった場合は、全取組終了まで（千秋楽は優勝力士インタビューまで[注釈 10]）完全中継される。この場合、放送終了時刻は1分単位で延長される。延長分は18時台の番組の縮小で処理し、『ニュース7』の始まる19時以降は通常編成に戻る。
  - かつてラジオ国際放送では、平日は国際放送独自編成の定時ニュースを優先して18時で打ち切り、定時ニュース内で勝敗を伝えていたが、その後取組終了まで放送を延長、定時ニュースの時間短縮に改められた。
- 2024年1月12日から6月30日まで能登半島地震に伴う臨時のチャンネルとして、BS103チャンネル（旧BSプレミアム）にて金沢放送局の総合テレビが『総合テレビ（石川県内）同時放送』としてサイマル放送されたため[17]、本中継に関しても2024年1月場所から5月場所までは、通常本中継を放送しているBSプレミアム4KやBS（BS101チャンネル）とは別に同チャンネルでも中継が放送された[18]。

NHKワールドに関する事項
- 総合テレビと同様、中断ニュースがある（状況によってはそのまま大相撲中継を継続し、終了後に録画で特設ニュースを放送する場合もある。ラジオの放送でも同様）。
- 津波関連などの緊急報道がある場合は休止されることがある（ワールド・プレミアムでは状況により中断ニュースのみでノンスクランブル放送を行う場合がある）。
- NHKワールド・プレミアムでは2010年度までは16時台は総合テレビやBS2で国会中継が行われる場合でもBS1で放送されたため、部分休止になることは全くなかった。
  - 2011年5月場所以降はBSでの大相撲中継は、総合テレビで15時台・16時台に国会中継が組まれている場合に限り、BS1で代替放送が行われるためワールド・プレミアムでは通常通り15時55分から放送される。
- NHKワールド・ラジオ日本ではラジオ第1放送が16時台に国会中継が組まれている場合はラジオ放送の中継自体が行われないため、16時台のみFM放送や地上デジタルラジオ実用化試験放送番組の時差放送に差し替える。
- NHKワールド・ラジオ日本の衛星ラジオでは千秋楽のみ開始時刻が15時30分からとなっているが、16時 - 16時15分まで短波放送と同時に国際放送独自のニュース・海外安全情報を放送するため中継は一時中断される。
- NHKワールドでは2016年7月名古屋場所よりダイジェスト版で伝える「GRAND SUMO Highlights」をスタートさせる。
- NHKワールド・ラジオ日本では2021年7月の名古屋場所からインターネットの専用サイトでも同時配信するようになった[19]。

### 放送内容
興行会場の正面側に放送ブース、向正面の升席に放送セットが設けられ、そこから取組実況を行う。
番組名
本場所の正式名称（一月場所・三月場所等）ではなく通称（初場所・春場所等）が用いられる。
出演者
幕下以下、十両、幕内の3部構成であり実況、解説は原則としてその都度入れ替わる。ラジオは幕内のみの中継であるため実況、解説は交代しない。ただし、平日の一部日程ではアナウンサーの交代を行う場合があるが実況とリポーターを半々で務める形で担当する。女性アナウンサーが実況やリポートを担当した事例は今まで一度もない。
- 幕下以下...正面に実況と解説、向正面にリポーターとしてアナウンサー、または解説者として若者頭[注釈 12] が座る。解説は概ね若手や中堅の年寄が担当する。十両土俵入りのタイミングで後続と交代。
- 十両...正面に実況と解説、向正面にリポーターとしてアナウンサーという構成は同じ。総合テレビの中継開始時点で残りの取組が少ない場合（千秋楽など）は、開始と同時に幕内担当と交代する場合もある。その日の実況担当のアナウンサーは中入り後のラジオ放送における幕内中継で向正面または花道リポーターも担当する。
- 幕内...正面に実況と解説（年寄あるいはNHK専属の解説者）、向正面にも解説者が座る他、花道リポーターにアナウンサーが東西に配置される。
  - 正面解説に入る年寄は、現役時代は横綱・大関などの看板力士であった年寄が人選される傾向が強い。
  - 停年退職を迎える年寄は、直前の場所中に幕内解説に出演する。この時、同部屋の弟弟子の年寄がともに出演することが多い。
  - 1980年代半ばごろまでは向正面にも解説者の隣に実況アナウンサーが座っていた（メインの実況は正面放送席のアナウンサー）。
- 中日（8日目）や国民の祝日は、好角家の著名人がゲストに招かれることが多い。ゲストが招かれた場合は向正面に解説者は入らずアナウンサーが座るが、ゲストが向正面に座ることもある。2010年以降、ゲストが登場するケースは東京場所のみとなっていた。その後は野球賭博問題や八百長問題の影響もありゲストの出演はなくなっていたが、2012年3月場所から再開された。2020年3月場所から2023年3月場所まではコロナウイルスの関係でゲストが登場することはなかったが、2023年5月場所において、『大相撲どすこい研』司会の今田耕司がゲストとして出演した。

OPおよびED
- オープニングテーマは「スポーツショー行進曲」ではなく、寄せ太鼓が永らく使われていたが、寄せ太鼓の演奏が変更された後、2006年3月場所から総合テレビでは独自のオープニング音楽・映像の使用に変更された[注釈 13]。2008年1月場所から2011年1月場所までは『SPRIT』[20] が使用された。2011年7月場所から2014年3月場所まではオープニング音楽が→Pia-no-jaC←の『LE QUATTORO STAGIONI』[21]（ヴィヴァルディ/ヴァイオリン協奏曲四季より「春」第1楽章、アルバム『EAT A CLASSIC 2』に収録）となり、オープニング映像も羽毛（白）、桜吹雪（ピンク）、若葉（緑）、扇子（水色）、紅葉（赤）、銀杏（金）とそれぞれ6場所ごとに山の色や、放送席の紹介テロップの色も変更している。2014年5月場所からBGM変更とともにオープニング映像がなくなり、会場の映像をバックにしたタイトル表示のみに戻り、タイトルの表示パターンが「大相撲◯◯場所」「◯日目」から「大相撲」「◯◯場所 ◯日目」に変更となった。取組中に総合テレビの中継開始時間となった場合はオープニング映像とBGMを省略し、画面右下に「大相撲◯○場所 ◯日目」のテロップを表示するが、2006年3月から2014年3月場所まではごく一部の例外を除き、取組中であっても必ずオープニング映像を流していた(BSで放送されていた取組は途中で強制的に中断、もしくは立合い前にカメラを切り替える)。BS1のマルチ編成開始時とラジオの中継は現在も寄せ太鼓が使われている。
- エンディングの音楽は、千秋楽（後述）を除き、はね太鼓が使用されている。
  - 1996年頃より千秋楽（15日目）の最後にその場所のエンディングとして1分30秒程度のダイジェストを流している。1分30秒が基本であるが、名力士の引退などがあると2分を超える場合もある。優勝決定戦などにより放送時間が少ない場合は省略される。2003年1月場所の横綱貴乃花の引退時は2分30秒であった。エンディングに使われる曲はNHKがこのために作ったオリジナルのものである（一部グスターヴ・ホルストの『Jupiter』を使った例もある）。2017年現在はダイジェスト映像に「The 大相撲」というタイトルがつけられており、中継でエンディングが流れなかった場所を含め、場所後にNHK公式サイトやNHK大相撲公式Twitterで動画が公開されている[22]。
  - 2011年7月場所からは2013年3月場所までは布袋寅泰の『SAVE ME』が使用されていた。
  - 2014年九州場所千秋楽のエンディングで、32回目の優勝を果たした白鵬の32回分の優勝したVTRや初土俵の時の映像などをまとめたダイジェストを、中島みゆきの『麦の唄[23]』をBGMに5分以上のVTRが放送された。
- ラジオ中継の千秋楽エンディング音楽は無い。

取組時
両力士が土俵に上がってから立ち合いまで、画面には土俵全体を正面（会場の正面側の放送ブース）から映すが、その際後述の力士紹介や対戦成績などのテロップを伴って画面に表示し、その間適宜一時的に、東西それぞれの力士をアップで映すなどの動作もなされる。立ち合いで取組が始まると、土俵全体を正面から映したままで、両力士が取組を行っている様子を映すが、取組が終わるまでの間、膠着時など適宜一時的に、取組を行っている両力士をアップで映すことがある。取組が終わったときは、土俵全体を正面から映した状態で両者が立礼する様子を映した後、勝った力士が勝ち名乗りを受ける（そして取組によっては懸賞金を受け取る）様子をアップで映す。特に注目される力士が負けた場合は、負けた力士が土俵を降りる様子がアップで映される場合もある。また、場内アナウンスについては、東西の力士が土俵に上がったときの力士紹介や、取組が終わったときの決まり手と勝者のアナウンスなどは聞こえるが、懸賞を掛けたスポンサーは聞こえないように放送される。
テロップ表示
土俵に上がっている力士の情報などがテロップ表示されるが、フォーマットは、学生相撲・アマチュア相撲を含めた他のNHKのスポーツ中継とは異なる独自のものである。また、力士の階級によって、表示内容が異なっている。
- 力士紹介...幕下上位5番以降とそれ以前とで、表示するフォーマットが異なる。
  - 幕下上位5番以降...縦文字で両力士の四股名[注釈 14][注釈 15]・番付（前頭・十両・幕下の枚数は漢数字表記）・出身地・所属部屋・これまでの勝敗（漢数字表記）が表記される（番付と勝敗は黄色表記）。
  - 幕下上位5番以前...画面下に小さく、番付（黄色表記、幕下・三段目（・序二段[注釈 16]）の枚数は算用数字表記）とこれまでの勝敗（算用数字の白文字で「○-○」と表記。勝ち越しの場合は背景部分が赤で表記される）・四股名・出身地と所属部屋（緑色表記）が横文字で表示される。
- これまでの勝敗は初日（幕下以下は対戦初日）のみ前場所の成績を表記するが2日目以降は前日までの勝敗が表記される。勝敗は休場も含む（「勝」「敗」「休」で表記するが、勝・敗・休のいずれかが1つもない場合は上位5番を除く幕下以下とは異なり表記されない。前場所をすべて休場した場合は「全休」と表記。
- 対戦成績...幕内のみ。両者の通算対戦成績（ともに幕内であった分のみ）、過去6場所の対戦結果（勝利した力士の列に決まり手を記載）が表示される。基本的にこの1年間の成績が表示されるが、1年間に対戦がない場合などはそれ以上前に遡って表記されたり、単に対戦の勝敗数のみで表記されることがある。また終盤の横綱・大関戦や優勝争いに関係する取組など、特に注目される取組の場合も、直近1年以上前に遡って表記される場合がある。

表示されるタイミングは、懸賞幕を持った呼出が土俵上を回る時で、スポンサー表示を隠す目的でも利用されている。以前は、最上段に四股名、中央に決まり手（勝った側に○を表示）、最下段に対戦成績を表示していた。
- 仕切り中から制限時間までは、画面左上に「東 ○○○ ― 西 ○○○」と現在の取組で対戦する力士の四股名が表示される。このとき四股名の漢字には読みがなのルビが付いている。これは読み方の難しい四股名の力士が増えてきたことを受けた視聴者からの要望により、2019年5月場所から開始されたもの[24]。これ以前も日別企画の一環として稀に読みがなを表示することがあった。2023年1月場所からは13日目以降に限って番付と勝敗も表示されるようになった。
- 行司・呼出...2019年から、仕切り中あるいは立合いの際の画面右下に表記されるようになった（十両格行司・十両呼出以上）。
- 決まり手...十両以降のみ。ただし、取り直しになった時の「取り直し」のテロップ表示は、幕下以下を含めてすべての取組において表示される。勇み足・つきひざ・腰くだけなどの非技ではそのまま表示されるが、髷をつかむなどの反則行為があったときは「反則」と表示される。
- 結果表示...画面右下に決まり手（未発表時は省略）、勝者力士（白丸表記）、敗者力士（黒丸表記）、両者の今場所のこれまでの勝敗と翌日の対戦相手（幕内力士と対戦した十両力士が翌日に十両での取組が組まれている場合は空欄となり、千秋楽あるいは翌日の対戦相手がまだ決まっていない場合は番付地位）が表示される。
- 取組前のテロップの表示位置はレターボックス化後も変更されていない。
- 2020年からは十両取組以降のリプレイ映像の前後に寄木細工風のCGが入るようになった。色は通常が茶色、物言いの時が緑となっている。また、幕内のものにはキラキラ加工が入っているが十両（幕内vs十両の対戦も含む）にはない。

中入りの企画特集
中入り（幕内取組前）に日替わりの企画特集が行われる。
- 初日...今場所の展望
- 序盤の数日間...新十両紹介（その場所に初めて十両=関取として仲間入りを果たした力士全員を、毎日1名ずつ取り上げ、アナウンサーのインタビューを行う。インタビュールームでの生放送。ただし新入幕が多い時や、国会中継などにより総合テレビでの放送ができない場合など、中日以後の後半戦に回す場合もある他、新三役が誕生した場合は新十両紹介のフォーマットに倣った「新三役紹介」のコーナーを放送することもある）
- 同（新十両紹介の概ね翌日）...幕下のホープ（今後関取としての期待が高まる若手幕下力士を毎場所1名ずつ取り上げ、アナウンサーのインタビューを行う。こちらは事前に各部屋＜地方場所はそれぞれの部屋ごとの宿舎や稽古場＞にアナウンサーが赴いて収録することが多い。ただし新入幕十両が多い場所の時は割愛する場合もある）
- 中日...力士訪問（幕内主力力士に密着取材したコーナー）、幕下上位15枚目までの星取表（中間発表）、好角家（相撲愛好家の著名人）がゲスト解説として訪れる場合はそのゲストとの相撲談義が行われることもある
- 中盤の数日間...相撲に関係する様々なトピックス（新十両紹介の該当者が少ない場合は前半戦の数日間にも回す場合がある）、思い出の土俵（過去の名勝負や名力士の紹介、先場所限りで引退した親方の現役時代を振り返る）。また週末を中心に大相撲を支える舞台裏に密着した特集企画を実施することもある。2024年1月場所では6日目（1月19日）に行司、10日目（1月23日）には呼び出しにクローズアップした特集が行われた（行われる予定）。
- 終盤の数日間...各段の優勝者インタビュー（ある時）、幕内の優勝争いなどの展望
- 千秋楽...三賞受賞力士インタビュー、幕下上位15枚目までの星取表（最終結果発表）

※新十両紹介、各段優勝者インタビューについては、ラジオ・テレビ同時に配信。幕下ホープは音源はテレビ・ラジオ同じものだが、録画・録音での収録の都合上同時放送ではない。幕内力士最高優勝者に対するインタビューは優勝決定後のほか、千秋楽の閉会・表彰式にも、天皇賜杯（菊花大銀盃）、内閣総理大臣杯、優勝旗の贈呈に続けて、場内共同インタビューの形で放送される（共同インタビューが行われる以前は、千秋楽の取組終了後、支度部屋、ないしはインタビュールームでのインタビューを放送していた）。
また、幕内の前半と後半の切り替え時（勝負審判交代時）、かつては「相撲一口メモ」というコーナーがあり相撲に関する故事や話題などを1分間程度にまとめて放送していた。九州場所ではこのコーナーに代わって1年間の取組のうち名勝負や変わった決まり手が出た一番を放送していたが、平成に変わる頃にこのコーナーはなくなりその日の取組結果が放送されるのみとなり、事実上「一口メモ」に相当する箇所は中入りの取組前の企画に集約される形となった。2009年頃から2010年5月場所までは、今日の注目の一番のVTRを流していた。
幕内の取組の間には解説の年寄の現役時代の相撲の映像を流したり、それに因んだ話題でトークをすることが多かったが（特に場所の前半）、2022年頃より減少し、過去の取組の放送は中入り企画のみがほとんどとなっている。
また1999年5月場所より幕内の前半・後半の切り替え時に前半の取組を流し始め、7月場所からは「連続リプレイ」として幕内の取組をBGMに乗せて連続で再生していたがBGMは開始後数日でなくなり、2002年頃に「連続リプレイ」の名称も使用されなくなった。その後は放送頻度が減少し BSで総合テレビの5時のニュースの間に流す程度となり、BSでの同時中継がなくなった現在では国会中継などのため放送できなかった取組が多い場合や注目の取組数番を再生する場合などに限られている。

### 歴史
- 2010年7月場所は、大相撲野球賭博問題のため生中継を取りやめた。代替措置として幕内全取組のダイジェスト（通常は深夜放送）を全取組終了後の18時台に放送（総合テレビ、BS2、NHKワールド・プレミアムの3波で同時放送）した[注釈 17]。ラジオ（ラジオ第1放送）では18時台に5分間（18時5分 - 18時10分）、取組結果のみ放送した。NHKワールド・ラジオ日本では土日祝のみラジオ第1放送と同時放送でそのまま放送されたが、平日では18時台前半に20分間国際放送独自の日本語ニュースが定時放送されるため、その日本語ニュースの中で取組結果のみを放送し、勝利者インタビューは通常通り行われた[26]。
- 2011年5月場所は、技量審査場所として開催されたが、技量審査場所が本場所ではないこと、NHKと相撲協会の中継権契約が「年6回の本場所の中継放送」であったことから[27]、中継、ダイジェストともに行われなかった[28]。ただし、今後資料として取り上げる可能性から、幕内の取組についてはNHKアナウンサーによる実況（解説はなし）が通常ブースで収録され、スポーツニュース番組などで使われた（ラジオは収録せず）。
- アナログテレビ放送 (NTSC) は2011年7月場所（名古屋場所）14日目まで放送され、同千秋楽以後はデジタル放送に一本化された。[注釈 18] 2010年9月場所（秋場所）以後、総合テレビのアナログ放送は2011年の地上デジタル放送完全移行を前提とした準備の一環として、レターボックス16:9のサイズで放送を行い（本来は7月場所から実施する予定だったが、後述の通り7月場所の生中継が中止されたために生放送でのレターボックス放送は9月場所からとなった）、常時「アナログ放送終了に伴うお知らせ」が表示される。NHKワールド・プレミアムでもこれに合わせる形でレターボックス16:9サイズに変更されたが、「アナログ放送終了に伴うお知らせ」の表示は一切なかった。
- 2017年5月場所からは国技館内で初めてとなるワイヤレスカメラの導入が開始され、国技館内のいたるところにワイヤレスカメラを出現させて撮影する形となった[29]。
- 2019年1月場所より公式サイト「大相撲取組動画」を開設し幕内・十両取組動画の配信を行っており、中継内でも前日の再生数ランキング上位が紹介されている。
- 2020年3月場所は、新型コロナウイルスの影響により無観客での開催となった。仮設の放送席は、実況音声が館内に漏れないようアクリル板で覆われ、向正面の解説席は2階席に設けたブースに移された[30]。また、応援メッセージの募集を行い、取組前に随時紹介した（7月場所まで）。
- 2020年5月場所は、開催が中止され、代替番組として本来の初日・中日・千秋楽が予定されていた5月24日、5月31日、6月7日に「大相撲特別場所～テレビ桟敷へようこそ～」を放送。過去に放送された「大相撲この1年」や特集番組などに現役力士のリモート出演を交え放送した[31]。
  - 5月24日15:05-17:15[32] - 歴史を彩る横綱全盛期
    - 1987年「大相撲この一年・燃える九重名コンビ」
    - 2004年「同上・激闘 新たな夢へ」
    - ゲスト：朝乃山英樹、鶴竜力三郎
    - 解説：北の富士勝昭（リモート出演）、舞の海秀平、芝田山康

  - 5月31日16:10-17:20[33] - しのぎを削ったライバルたち
    - 1988年「名勝負・栃錦・若乃花」
    - 1992年「柔と剛～柏鵬の時代（大鵬・柏戸）」
    - 同上「綱取り三つ巴の戦い～北の富士・玉の海・琴櫻」
    - ゲスト：貴景勝光信、照ノ富士春雄
    - 解説：北の富士勝昭（リモート出演）

  - 6月7日16:10-18:00[34] - 再開を待つ本場所へ
    - 2008年「スポーツ大陸・激突 朝青龍と白鵬」
    - 2019年「目撃!にっぽん・おそれず”前”へ」
    - ゲスト：白鵬翔、炎鵬晃
- 2020年7-11月場所

テレビの正面放送席は通常と同じ場所だが、アナウンサーと解説者の間には、アクリル板による仕切りが設置された。また向正面解説席は、1階西方通路上の奥 に設置されたブースに移動した。ラジオ放送席は、1階正面西方通路上の奥に、アナウンサーと解説者が同席しないようにそれぞれのブースを設置した。なお、2021年3月場所以降は相撲協会からの要望でアナウンサーも解説者も不織布マスクを着用して中継を行っている。
東西通路奥のテレビカメラは、7月場所より遠隔操作によりズームが可能なものが設置された。
インタビュールームでの力士インタビューは、固定マイクを用いて、インタビュアーが同席しない形で行う様になった。
千秋楽の幕内優勝インタビューは、7月場所・9月場所ではインタビュールームで実施したが、11月場所からはインタビュアーがマスク・フェイスシールドを着用したうえで、土俵下でのインタビューを再開した。
2024年1月場所より向正面解説席の位置およびインタビューの方式が元に戻された。

### 備考
- 担当局は以下の通り、いずれも開催地の局である。
  - 初場所・夏場所・秋場所：首都圏放送センター - NHK福祉大相撲も制作を担当。
  - 春場所：大阪放送局
  - 名古屋場所：名古屋放送局
  - 九州場所：福岡放送局
- 3月場所の会場である大阪府立体育会館は2012年から、7月場所会場である愛知県体育館は2018年から施設命名権が売却されており、主催者である日本相撲協会は命名権名称（「エディオンアリーナ大阪」「ドルフィンズアリーナ」）と条例上の名称を併記しているが、NHKでは条例上の名称のみを用いている。これは、NHKが取材・政策の基本姿勢を示した『NHK放送ガイドライン』において、広告放送を禁じた放送法第83条を念頭に置いた上で、（施設）命名権に基づく名称について「企業名などを除いた施設名が定着している場合には、企業名などを除いた名称を使うこともある」としており[35]、これに基づいた運用を行っているものである[注釈 20][注釈 21]。なお、2025年7月場所から本場所会場に使用されるIGアリーナについては、完成当初より命名権が導入され、「企業名などを除いた施設名が定着」していない状況を踏まえ、条例上の名称である「愛知国際アリーナ」ではなく命名権名称の「IGアリーナ」で紹介している[36]。
- 幕内最高優勝力士はNHK金杯が贈呈される。原則としてそれぞれの本場所が行われるNHK各局（NHK放送センター、NHK大阪放送局、NHK名古屋放送局、NHK福岡放送局）の放送責任者（放送局長など。東京での3場所ではまれに会長直々に贈呈する場合もあるが、出演できない場合は放送総局長やスポーツセンター長などが代理出席する）が表彰状と正賞品のカップを贈っている。さらに、優勝力士は千秋楽当日の『サンデースポーツ』に国技館開催場所なら放送センターのスタジオ、大阪、名古屋、九州ならば、それぞれの放送局、または力士宿舎から中継によりゲスト出演する。
- また、1991年5月場所までは、人気のあったデビッド・ジョーンズによるパンアメリカン航空のトロフィー授与の際も、放送席で会話が行われている場合でも中断し、優先して写していた。
- 総合テレビではリアルタイム字幕放送を実施している。当初は一部の日程のみで実施されていたが、現在は総合テレビの中継開始時に実施されている。放送画面に字幕を起こす場合、会場の歓声や拍手などの雑音が入ってしまうことからNHK放送センターのスタジオで改めて別のアナウンサー（字幕担当キャスターは主に以前大相撲中継に携わっていたアナウンサーが担当。日本語センター所属、嘱託のアナウンサーの担当が多い）が4名1組でその内容を改めてアナウンスした上で字幕に起こす（ただし、開始冒頭と終了部分の独自の案内、幕内土俵入りの力士紹介、横綱土俵入りなどあらかじめ決まっているコメントがある場合は事前に作成したものを動きにあわせて表示）。これは大相撲以外のスポーツ中継や、『NHK紅白歌合戦』などのステージイベントの中継でも同様に行われている。総合テレビで平日16時過ぎ（2012年3月場所以降）と17時過ぎの中断ニュースでもリアルタイム字幕放送を実施している。総合テレビが国会中継や特設ニュースの関係でBS1およびEテレで代替放送する場合でもリアルタイム字幕放送は実施される。リアルタイム字幕放送では本編内容の字幕のほか独自に字幕キャスター担当者4人の紹介と「生字幕放送をお伝えします。」「生字幕のため誤字を生じることがあります。ご了承ください。」、最後に「大相撲（初・春・夏・名古屋・秋・九州）場所をお伝えしました。」が文字多重放送により表示される。東西横綱の土俵入りで四股を踏む際、観客からの掛け声を「（館内）ヨイショ!」と表記している（事前作成のため動きにあわせて表示。別の生字幕表示中は行わない）。

### 地方局における途中飛び乗り
北海道では以前、日曜日における総合テレビの放送のみ他地域よりも開始時刻が遅く始まる飛び乗りのかたちで放送することがあった（時報スーパー、番組タイトル、字幕放送テロップは札幌放送局側で出していた）。これは、『北海道スペシャル』放送の関係で時差放送となっている「あなたも挑戦!ことばゲーム」などを放送するためであった（現在は終了）。
総合テレビの放送では一部地域で高校野球地方大会の中継や地域番組編成に伴う時差放送などのため飛び乗りとなる場合がある（BS1の終了から総合テレビの飛び乗り開始まで中継が一時中断）。途中飛び乗りの場合は字幕スーパーで「番組の途中からですが、大相撲（場所名）を放送します」と表示されるが、何も表示せずに飛び乗り開始となる場合もある。
2020年以降はNHKプラスでの配信により補完視聴が可能。2010年度まではBSで補完視聴できていたが、2011年度から2019年度までこの差し替え編成が行われた場合はマルチ編成を行わない限りは中継自体視聴することが不可能となっていた（主に十両の取組の部分）。後述にある日本相撲協会の公式サイトでインターネットによるライブストリーム配信を利用することで取組の模様を補完視聴することができたが、2014年からは有料化されていた。2016年5月よりネット配信はスポナビライブに移行したがこちらも有料となっていた。2018年はAbemaTVでの配信となり、4年ぶりに無料視聴が可能になった。
ラジオ第1放送では毎年7月の名古屋場所の期間中に高校野球地方大会が重なるため、一部地域で16時台の放送のすべてまたは一部分が聴取できないことがあるが、遅くても17時までに飛び乗りで開始される（17時以降は高校野球中継がFM放送に移して放送されるため）。16時台の放送については最優先で放送される国会中継が行われない限り、IPサイマルラジオサービス2者（らじる★らじる・radiko）やNHKワールド・ラジオ日本で補完聴取が可能である。

### BSでの中継放送について
1987年7月にNHK衛星第1テレビジョン（現NHK BS1）が独自編成を開始した際、総合テレビ・NHK衛星第2テレビジョンでの中継が行われる前の午前9時30分から11時、1時から3時すぎにかけて、序ノ口・序二段（それぞれ一部）・三段目・幕下下位の取組を放送したことがある。1987年9月からは初日、千秋楽のみ序ノ口から放送となった。その後BSの放送チャンネルを整理し独自の番組に切り替えた1989年7月から1991年11月までは17時(通常平日は14時)まで（概ね幕内下位力士まで）をBS2で中継（17時以後はハイビジョンの伝送実験(そのときも内容は大相撲中継)のため一般向けは中断。大相撲中継自体はBS1に移して放送していた）。放送開始から1991年11月場所までは初日と千秋楽、1992年1月場所から1994年11月場所までは初日のみ序ノ口から全取組を放送していた。
その後ハイビジョン伝送試験が発展解消した後の1992年1月の本場所からBS2の放送が18時まで拡大し、16時 - 18時はハイビジョン試験放送（2001年1月からNHKデジタル衛星ハイビジョン）・BS2・総合テレビの3波同時中継が2007年3月まで続いた。その後2011年1月まではBSはBS2のみで中継していたが、BSの大改正に伴いその場所（3月場所中止のため）を持ってBSでの放送は打ち切り（但し国会中継・大規模災害などやむをえない理由で中継できない場合、BS1で放送することがある）となり、幕下下位以下の力士のテレビ放送は、最終日の優勝決定戦がある場合を除きなくなっていたが 大相撲ファンからNHKに、幕下力士や地元出身力士の取組を見たいとの要望が多数寄せられたため、2011年11月から総合テレビとのリレー中継という形でBS1のマルチ編成の102chで再開された。2017年5月より月曜日から金曜日までをハイビジョン画質の101ch、土・日・祝を標準画質の102chで放送。副音声は場内音声のみの放送となる。
2003年3月まで国会中継などでBS2で13時より放送できない場合はBS1に振り替えて13時より放送していたが、2003年5月以降はBS1では13時以降の放送はなく、15時以降に東京マーケット情報をＬ字で挟みながら放送されることとなり、幕下以下・十両の一部は放送されなくなった（2004年1月に初の放送例）。
2006年以降、それまで大相撲期間中は放送時間が短縮されていた『囲碁・将棋ジャーナル』が通常通りの放送となったため、土曜のみ開始時刻が13時28分に繰り下げられた。2007年に放送された『関口知宏の中国鉄道大紀行・日めくり版〜最長片道ルート36000キロをゆく〜』の放送と重なった場所の平日は13時10分からの放送となった。
一時期であるが、序ノ口・序二段・三段目・幕下下位のBS単独で放送する取組の中継に際しては元力士がリポーターを担当したことがあった。
2016年8月1日、地デジ難視聴対策放送を行っていたBS-17chでNHKが単独でスーパーハイビジョン試験放送を開始したのに伴い、同年11月から2017年7月まで8K解像にて独自のカメラアングルを使用し、夕方（主に幕内後半戦）の取り組みを生中継した。
2018年12月1日のNHK BS8K開局後は22.2chのマルチ音響を使用 し、両国国技館で開催された2019年1・5・9月、2020年1・7・9・11月、2021年1月場所を生中継した。特集などは一切挿入されず、音声は場内音声のみとなる。2019年5月場所までは試験放送・本放送ともに毎日16時から18時までだったが、同年9月場所以降は土・日の放送開始が15時からになり、この日は前日の幕内の全取組をVTRで挿入した。BS8Kでの中継は2021年1月場所をもって終了となった。
2023年12月実施のBS再編により、BS並びにBSプレミアム4Kに放送波が変更となったが、大相撲中継は従来通り放送している。なお、当初は平日のBSでの放送について、メインチャンネルの101chにて放送するとしていたが、『プレミアムシネマ』の長期休止を回避するため、2024年3月の春場所以降は平日についても、休日と同様にサブチャンネルである102chでの放送に移行した。

### ラジオ放送の概要
ラジオ放送席は、1階西方通路上の桟敷席最前部に仮設され、実況担当のアナウンサーと解説者は、胡坐をかく形で着席の上、放送を行っている。
基本的に解説者は2時間通し で1人のみが出演するが、実況アナウンサーはテレビとは異なり、幕内前半戦と後半戦とで交代となる日がある。
これとは別に、向正面側からレポート・情報を入れるためのアナウンサーが1名つく。
ラジオ放送のみの中入り企画（記録はこうして生まれた、伝えたいもの残したいもの、我が師匠のことばなどのインタビュー物）があったが2010年代に幕内取組の開始時間が繰り上げられたこと、新型コロナウイルス感染等により2022年現在は新十両紹介をする程度である。
2019年1月場所千秋楽までの放送開始時間は15時30分より放送。2019年5月場所千秋楽以降の放送開始時間は15時05分より放送されている。

### 出演者

#### 解説
NHK専属解説者
- 舞の海秀平（元小結、2000年-）
- 琴風浩一[注釈 26][45]（元大関、2024年[46]-）

過去のNHK専属解説者
- 神風正一（元関脇、1953年-1986年）
- 玉の海梅吉（元関脇、1957年-1982年）
- 若瀬川忠男（元小結、1985年-1991年）
- 緒方昇（元関脇・北の洋[注釈 27]、1988年-2000年）
- 出羽錦忠雄（元関脇、1990年-1999年）
- 北の富士勝昭（第52代横綱、1998年-2024年[注釈 28]）

ゲスト解説
1980年代まで日本相撲協会を停年退職、廃業した元親方が本名や現役時代の四股名で1場所1回～2回解説者として出演することがあった。1970年代には毎場所1人、親方ではない元力士がゲストで出演していた。
- 幡瀬川
- 安藝ノ海
- 巴潟（1976年 - 1978年9月、工藤誠一で出演）
- 増位山（元三保ヶ関や沢田国秋として）

日本相撲協会年寄
2025年名古屋場所時点で解説を担当している年寄。†は幕下・十両も担当。審判部に所属する年寄および停年退職後に参与として再雇用された年寄は原則として解説を担当しない。
幕内・正面
- 浅香山博之（元大関・魁皇）
- 境川豪章（元小結・両国）
- 芝田山康（第62代横綱・大乃国）
- 玉ノ井太祐（元大関・栃東）
- 西岩忍（元関脇・若の里）
- 湊川貴信（元大関・貴景勝）

幕内・向正面
- 荒磯勇輝（元関脇・琴勇輝）†
- 荒汐栄吉（元幕内・蒼国来）†
- 稲川有希（元小結・普天王）†
- 大山祐樹（元小結・千代鳳）†
- 押尾川旭 (元関脇・豪風) †
- 春日山翔太（元関脇・勢）†
- 片男波良二（元関脇・玉春日）
- 君ヶ濱歩 (元関脇・隠岐の海)
- 清見潟雄一郎（元関脇・栃煌山）†
- 錣山矩幸 (元小結・豊真将)
- 不知火匡也（元小結・若荒雄）†
- 立浪耐治（元小結・旭豊）
- 友綱一郎 (元関脇・魁聖) †
- 中村雅継（元関脇・嘉風）†
- 二十山仁（元小結・栃乃花）†
- 若松武彦 (元幕内・朝乃若) †

#### 実況・リポート
2025年名古屋場所以降の実況・リポートを担当しているアナウンサー。放送日ごとに「幕下」「十両」「幕内」で担当が分けられているが、一部アナウンサー（†印）が幕下のみの実況を担当、（●印）は十両・幕下のみの実況を担当、（○印）は、幕内はリポートのみを担当する以外は、ほぼまんべんなく担当が割り当てられる。稀に幕下担当のアナウンサーが十両のリポートを担当することもある。（）内は配属されている放送局名（渋谷 = メディア総局アナウンス室）。
- 大坂敏久（NHK G-Media出向）
- 太田雅英（大阪）
- 片平和宏 †○（名古屋）
- 小林陽広（福井）
- 厚井大樹（甲府）
- 齋藤舜介 †○（岡山）
- 酒井良彦（仙台）
- 佐藤洋之（渋谷）
- 三瓶宏志（渋谷）
- 園田遼斗 †（帯広）
- 髙木優吾（NHK G-Media出向）
- 高山大吾●○（渋谷）
- 戸部眞輔（福岡）
- 中村慎吾 †（秋田）
- 松井大 †○（広島）
- 三輪洋雄（名古屋）
- 森下桂人 †（松江）

過去の実況・リポート（現アナウンサー）
2025年7月時点。「字幕」は字幕担当のキャスター。○はアナウンサー職から離れているが現在も職員（嘱託職も含める）として在籍中。
- 五十嵐椋 †
- ○浦田典明
- 岡崎太希 †（2019年まで）
- 小原茂（2005年まで・2024年11月より嘱託職）
- 角谷直也 †
- ○黒氏康博
- 沢田石和樹（2020年名古屋場所まで）
- 白崎義彦（2017年まで）
- 関口泰雅
- 髙橋康輔
- 田中秀喜
- 冨坂和男
- 中尾晃一郎
- ○中野純一
- 中村泰人（2025年6月より嘱託職）
- 永松隆太朗
- 広坂安伸（2023年11月より嘱託職）
- 福田光男（2007年まで）
- 別井敬之
- 政野光伯（2003年まで・2022年8月より嘱託職）
- 田所拓也
- ○堀伸浩
- 山田賢治

過去の実況・リポート（元アナウンサー）
2025年7月時点。「字幕」は字幕担当のキャスター。●は故人。
- 青沼郁夫
- ●阿部宏
- 肥土貴美男
- ●石田吾郎（1953年5月16日、テレビ中継初日に実況を担当。解説は10代伊勢ノ海（元前頭筆頭柏戸秀剛）であった[55]）
- 石橋省三「字幕」
- 岩佐英治
- 伊藤征一
- 上原康樹
- 内美登志
- 緒方喜治
- 生越常重
- 小高正嗣
- 兼本泰興
- 刈屋富士雄
- ●河原武雄
- 河村光章
- 河名光衛
- 川原恵輔
- ●北出清五郎（中継担当から退いた後はNHK専属解説者として出演していた）
- 久保田茂
- 久保田順三
- ●向坂松彦
- ●志村正順
- ●下山順一
- 鈴木輝久
- 杉山邦博
- 関瞭二郎
- 宝田俊幸
- ●竹脇昌作
- 田代賢
- 谷正博
- ●土門正夫
- ●内藤勝人「字幕」
- 永田健支
- ●野瀬四郎
- 水越洋
- 花垣正一
- 古谷一郎
- ●福島幸雄
- 藤井康生 - 2022年1月場所後に退職[56]
- 藤澤武
- 船岡久嗣
- ●松内則三
- 水谷彰宏
- 山口達也
- 山田重光
- ●山田康夫
- ●山本照（杉山邦博の初任当時の上司でもあった。1933年1月場所より実況担当）
- 吉田賢 - 2025年5月場所後に退職
- 渡辺亨
- ●和田信賢
- 和田政宗（現・参議院議員）

字幕キャスター担当（現役）
- 大谷元子
- 門脇昌子
- 川口望
- 小池隆俊
- 田仲清司（日本語センター専属）
- 高橋淳之（日本語センター専属）
- 花田和明（日本語センター出向）
- 福井茂（日本語センター出向）
- 古屋明信（日本語センター専属）
- 水野節彦
- 山下千尋
- 山下俊文（日本語センター専属）ほか

### 副音声
デジタル総合（2004年9月場所から）、NHKワールド・プレミアムとも16時から二ヶ国語放送（英語による実況）を実施している。国会中継の関係でBS1で代替放送する場合も同様となる。デジタル放送はステレオ2音声、NHKワールド・プレミアムはモノラル二重音声での放送。かつて相撲を放送していたBS2ではアナログは1990年代半ばから、デジタルは2006年11月場所から、BShiでもデジタルBS開局後からそれぞれ行われていた。
二ヶ国語放送ではハワイ出身の12代東関親方（元関脇高見山）や15代武蔵川親方（元横綱武蔵丸）、好角家の外国人（ケネス・スエンセン、パトリック・ハーランなど）、英語の堪能な好角家のデーモン閣下などがゲストに招かれることがある。英語の生放送は毎場所東京のスタジオで行われているため（カラ出張方式）、地方場所では親方がゲストとして招かれることは一切ない。このため、好角家のゲスト解説がない時は後述する実況アナウンサー1人で解説を担当することも多い。なお、この英語放送の個所は、期間中の日曜日、並びに14日目の土曜日に17時台（原則として17時10分-18時。千秋楽のみ16時30分開始）に限り同時生放送されるNHKワールドTV（原則は国外向けだが、日本国内にもひかりTVとケーブルテレビ向けに配信）「Grand Sumo Live」 でも同時に同じ内容が放送されるほか、日本時間の翌日未明（当日深夜）～日中の合計4回（生中継実施日は3回）放送される「Grand Sumo Highlight」（『大相撲幕内の全取り組み』の英語翻訳版）も当日の実況キャスターが務めているが、生中継終了後改めて編集・解説のナレーションをし直して収録したものを放送している。
2011年1月場所まで「2か国語」の表示テロップはNHK全番組では唯一、現在使用中のテロップに加えて1994年度から2002年度まで（1994年4月 - 2003年3月末）まで使用されていた旧式の「二ヶ国語」テロップも使用されていた。
なお、BS1での放送（幕下及び十両前半）は英語実況がなく、副音声は場内音声のみとなる。
またNHKワールドTVにおいては、本場所前に「Grand Sumo Preview」と題して、英語放送の解説を担当するキャスターによる展望番組、本場所後には「NHK NEWSLINE」の解説パートである「NEWSLINE IN DEPTH」でもその場所の振り返りを英語解説キャスターと、同番組に出演する外部ジャーナリスト（谷中麻里衣、渋谷亜希）の対談形式で放送している。

#### 英語放送の実況・解説者
- ロス・ミハラ（三原ロス　普段は英語ニュースを担当。2008年8月に「News Today Asia」で貴島通夫キャスターの夏休み休暇に伴うキャスター代行を務めた）
- ヒロ・モリタ（森田博士　普段は英語ニュースでスポーツコーナーを担当）
- マレー・ジョンソン
- ラジャ・プラタン（主に日曜日担当）

## 民間放送における大相撲中継

### 本場所中継
民間放送開設初期の1950年代から1960年代までにかけて民放テレビ・ラジオ共に競って大相撲の生中継を行っていたが、テレビ放送は1966年1月場所を最後にすべて撤退した。
テレビ放送は日本テレビが開局の翌月1953年9月場所より中継を開始。次いでラジオ東京（現在のTBS）が開局の翌月1955年5月場所から中継を開始した。大阪に民間放送テレビ局が開局していなかった1956年までは3月場所の中継が出来なかったが、1957年3月場所では大阪テレビ放送（OTV。現在の朝日放送テレビ）が日本テレビ、中部日本放送（現在のCBCテレビ）とネットワークを組んで中継した（ラジオ東京の中継放送は無かった）。以降、1958年7月場所まで日本テレビ・CBC・OTV・北海道放送（HBC）のネットワークで中継放送を行った。対するラジオ東京は東京開催の1月場所・5月場所と独自に名古屋開催の7月場所を中継して対応した。
このようにNHKのほか民放2局もしのぎを削って中継を行ってきたが、1959年3月場所ではこの前月に開局した日本教育テレビ（NETテレビ。現在のテレビ朝日）とこの月に開局したフジテレビジョン（フジテレビ）も中継を開始したため、一時在京4局が同時間帯で生放送を行う状況となり、世間の顰蹙を買う。この批判を受け、NETテレビは1959年5月場所限りで撤退して深夜帯の『大相撲ダイジェスト』に切り替えた。次に1960年9月場所をもってフジテレビが撤退。東京放送（1965年1月場所まで）、日本テレビ（1966年1月場所まで）の順に撤退した。最後まで中継した日本テレビはNHKに先駆けてカラー中継を実施。連日のように有名人をゲストに招き、分解写真（いわゆるスローモーション技術の原点とも言える装置）を導入するなど意欲的だったが、肝心のスポンサーが付かなくなったため打ち切らざるを得なくなった。当時の解説者に天竜三郎、東富士欽壹らがいる。
| 放送局     | 放送期間            |
| ---------- | ------------------- |
| 日本テレビ | 1953年9月-1966年1月 |
| TBSテレビ  | 1955年5月-1965年1月 |
| NETテレビ  | 1959年3月-1959年5月 |
| フジテレビ | 1959年3月-1960年9月 |

以降、生中継がNHKの独占状態になった後も残っていた情報番組の『大相撲ダイジェスト』（テレビ朝日）も、相撲人気が落ち込んだ2003年9月場所で遂に打ち切られ、AbemaTVのイベントチャンネルである「大相撲」の最終番組として復活している。CS放送のスポーツ・アイ ESPN→J Sports ESPNが『劇戦!大相撲』のタイトルで当日の夜に同様のダイジェスト版を放送したが、こちらも2009年1月場所より8日目と千秋楽の夜にそれぞれ前半戦・後半戦ダイジェスト版を放送する形に縮小の後、2009年3月場所限りで打ち切りとなった。
民放の5大キー局のうち、東京12チャンネル（現在のテレビ東京）のみが日本科学技術振興財団のテレビ放送部門として開局した頃から一貫して中継したことがなかった。
ラジオ放送は1952年1月場所がラジオ東京（現在のTBSラジオ）・中部日本放送（現在のCBCラジオ）・新日本放送（NJB、現在のMBSラジオ）・ラジオ九州（RKB、現在のRKB毎日放送）の4局の共同制作で開始されたが、翌5月場所では日本相撲協会の意向で某代理店に一切が一任され、保全経済会がスポンサーに付いたためラジオ東京は撤退。日本文化放送協会（NCB、現在の文化放送）が、新日本放送や朝日放送（ABC。現在の朝日放送ラジオ）と組んで中継した。保全経済会事件の発生でこの契約が無くなると、再び1953年9月場所よりラジオ東京が朝日放送と組んで放送を再開。以降1955年1月場所までラジオ東京と日本文化放送協会の並行中継が行われたが、この場所をもって日本文化放送協会が撤退。ラジオ東京も通常番組との調整等で中継継続が困難となり、5月場所で一時撤退した。
1956年1月場所と3月場所はラジオ東京の中継が復活したが、再度中断。1957年9月場所では試験的な意味合いもかねてニッポン放送（NBS）が生中継に乗り出したものの、この場所限りで生中継は打ち切られた。ニッポン放送の大相撲中継はこの場所前後にも録音によるダイジェスト版を新日本放送、ラジオ九州にネットする形で放送していたが、生中継は現在のところこの1場所限りである。
1973年5月場所から1987年3月場所まで中入後十番に絞り込んだ『大相撲熱戦十番』を文化放送が制作し、初めて支度部屋からのインタビューを中継するなど独自の番組作りで好角家の支持を集めた。
ハワイ出身力士が特に活躍していた1980 - 1990年代は、在日米軍のFEN（現在のAFN）も独自の英語実況中継（初日・中日・千秋楽）を行っていた。
1992年5月場所から2000年1月場所までの間、TBSラジオがAMステレオ放送普及目的で生中継（初日・中日・千秋楽）を復活。夜間にJRNネットでダイジェスト番組を放送していた。低聴取率で一旦撤退したものの、2008年1月13日からの2008年1月場所で8年振りに大相撲実況中継を再開した。しかし、数年後に再び撤退し、現在は放送されていない。詳細は『待ったなし大相撲』の項を参照。

### 花相撲中継
花相撲は、勧進元（主催者）もしくは勧進元と関連の深いテレビ局が中継している事例が多い。現在放送しているものを紹介。相撲協会での主催部門は巡業部。
- 日本大相撲トーナメント（2月、両国国技館）
  - 主催：フジテレビジョン
  - 後援：日本相撲協会、文化放送、産経新聞・サンケイスポーツ
  - テレビはフジテレビ製作のもと、クロスネット2局を含んだ系列局全てで、ラジオは文化放送単独で、それぞれ生放送。ラジオにおける花相撲中継は、過去も含めて唯一実施。第四十九回大会は中止。過去三度開催中止あり。
- NHK福祉大相撲（2月11日、両国国技館）
  - 主催：日本放送協会、NHK厚生文化事業団
  - 全国のNHK総合テレビで録画放映。
- 九州場所前夜祭
  - 主催：日本相撲協会、日本放送協会
  - 九州・沖縄ブロックのNHKで録画放映。

#### かつて行われていたもの
- 大相撲最強決定戦（6月、両国国技館または大阪城ホール）
  - 主催：日本テレビ放送網、讀賣テレビ放送、報知新聞社、読売新聞社
  - 開催地の主催局が制作を行い、日本テレビ系列局で全国ネットにて放送されていた。2009年より休止。
- 大相撲王座決定戦（10月、名古屋市総合体育館（現在の日本ガイシ スポーツプラザ））
  - 後援：中日新聞社
  - 中部日本放送制作でTBS系列において全国ネットされていたが、2004年度で終わった。[注釈 30]
- 社会福祉大相撲（10月、両国国技館）
  - 主催：テレビ朝日、テレビ朝日福祉文化事業団
  - テレビ朝日系列で録画放映。2009年以降は行われず。

## テレビ中継の歴代高視聴率
視聴率（%）はビデオリサーチ関東地区調べ。
| 順位 | 場所                   | 放送日         | 視聴率 | 備考                                                 |
| ---- | ---------------------- | -------------- | ------ | ---------------------------------------------------- |
| 1    | 1981年1月場所・千秋楽  | 1981年1月25日  | 52.2%  | 千代の富士、初優勝 瞬間最高視聴率65.3%               |
| 2    | 1975年3月場所・千秋楽  | 1975年3月23日  | 50.6%  | 貴ノ花、初優勝                                       |
| 3    | 1978年11月場所・千秋楽 | 1978年11月26日 | 42.1%  | 2代目若乃花、全勝優勝                                |
| 4    | 1982年9月場所・初日    | 1982年9月12日  | 42.0%  | 北の湖、全休明け。黒星スタート                       |
| 5    | 1983年1月場所・千秋楽  | 1983年1月23日  | 41.0%  | 琴風、2度目の優勝                                    |
| 6    | 1992年11月場所・初日   | 1992年11月8日  | 40.9%  | 貴花田、この場所大関を狙うも黒星スタート             |
| 7    | 1992年1月場所・千秋楽  | 1992年1月26日  | 40.3%  | 貴花田、史上最年少の初優勝 名古屋地区では視聴率51.1% |
| 8    | 1979年1月場所・9日目   | 1979年1月15日  | 39.1%  | 2代目若乃花、24連勝                                  |
| 9    | 1991年9月場所・初日    | 1991年9月8日   | 39.0%  | 貴花田、史上最年少の関脇昇進。白星スタート           |
| 10   | 1984年11月場所・13日目 | 1984年11月23日 | 38.9%  | 千代の富士、10回目の優勝                             |

## インターネット配信による大相撲中継
日本相撲協会は1996年秋場所より公式ホームページを開設、この中で協会公式記録映像の配信を行っていた。2004年1月にNTT-X（現NTTレゾナント）と提携し、ポータルサイト「goo」に公式情報サイト「goo 大相撲」を開設、ストリーミング配信も同サイトに移行した。配信内容は十両・幕内の全取組の場内の映像で、実況や解説はない。2010年名古屋場所のNHKでの中継が取りやめとなった際はこの配信サービスを利用するユーザーが多かったという。 当初は幕内のみの配信だったが、前述の2010年名古屋場所からは十両からに拡大され、画面サイズと画質も向上した。
2005年9月場所からの一時期では、ドワンゴが運営する携帯電話向けインターネットラジオ配信サイト「パケットラジオ」のニュース・スポーツ専門チャンネルにおいて、本場所中の17時 - 18時に、速報番組「パケラジ大相撲」を配信していた。出演者はナレーターの木村匡也。
2011年夏場所は技量審査場所となったことからNHKの中継及びダイジェスト放送を全面的に取りやめ、「goo 大相撲」の配信時間を序ノ口からに拡大して四股名と成績をゴシック体のテロップで表示し、十両土俵入り後の取組を実況と親方の解説音声とともに配信し、「ひかりTV」と「ニコニコ生放送」で中継配信を行い、公式携帯サイトは有料で生中継した。この際のgoo大相撲の出演者は両国国技館の場内FM「どすこいFM」を担当している石橋省三、銅谷志朗（交代で実況を担当）、下角陽子（アシスタント）。解説はNHKと異なり審判部に所属する親方も出演した。
この中継が好評を博し、初日は協会公式サイトに約74,000件、最大同時アクセス約9,000人、ニコニコ生放送へのアクセス数156,000件を記録、ニコニコ生放送での15日間の視聴者数も約160万人に上った。これを受けて、goo大相撲での序ノ口からの配信は名古屋場所以降でも継続されている。一方ニコニコ生放送、ぷららTVでの配信は技量審査場所に限ったこと、NHKでの中継が復活したことを理由に行われていない。ただし、ニコニコ動画上では専用チャンネルが用意され、各種プロモーション映像などが配信されている。
2013年の秋場所からはgoo大相撲の終了と日本相撲協会公式サイトへの統合に伴って、中継配信もUstream上に専用チャンネルを設置し、配信を開始、2014年初場所からは終了した取組の録画映像を閲覧できる機能を追加した上で有料化し、2016年3月31日まで配信が行われていた。この中継では序ノ口の取組開始10分前から弓取り式終了まで（千秋楽は幕内最高優勝・三賞の表彰式と最後に行う「出世力士手打式」の終了まで）全編配信を行っている。ただし、館内放送における注意事項説明時は琴剣淳弥によるイラストの静止画像に差し替えられていた。2014年5月場所からは「どすこいFM」の音声を流していた。
当初の料金設定は1日10ドル（千秋楽のみ15ドル）、15日間通しで120ドルであったが、2014年9月30日をもってUstreamがペイ・パー・ビューのサービス提供を終了したため2014年11月場所から新システムに移行し、料金も日本円で1日1000円（千秋楽のみ1500円）、15日間通しで12000円に変更となった。
2014年3月14日より日本相撲協会公式スマートフォンアプリ「大相撲」を配信しており、幕下上位5番以降はリアルタイムで結果速報と動画の更新を行っている。無料会員は1日1本、タニマチ会員（有料会員）は2010年5月場所以降の取組動画を無制限に視聴が可能。当初の動画配信は幕内のみであったが、2019年11月場所から幕下上位5番以降に拡張された。
後述するスポナビライブおよびABEMAの視聴は国内限定のため、Ustreamの配信終了に伴い日本国外での視聴は不可能となった。スポナビライブの大相撲中継は2017年11月場所限りで終了、2018年1月場所からはAbemaTV（現・ABEMA）が序ノ口から結びの一番まで無料で完全生中継を実施し、2023年現在も継続されている。
NHKでは前述のとおり取組動画配信およびNHKプラスでの同時配信が行われている。

### スポナビライブにおける大相撲中継
2016年3月17日 からは2017年11月場所までは「スポナビライブ」で全取組の有料配信を行っていた 。料金は当初ソフトバンクユーザーのみ月500円、その他3000円であったが、2017年3月よりフルHDに対応など機能を拡張したうえでソフトバンクユーザーおよびYahoo!プレミアム会員は980円、その他は1480円と改定、末期は前相撲から十両土俵入りまでが無料で配信されていた。Ustreamと異なり三段目から 解説・実況付きでの配信となっていた。解説者は若手親方が中心に担当、日によっては実況・解説のほか十両・幕内の時間帯にゲストが出演していた。
取組前に幕下以下では四股名・所属部屋・勝敗・番付・年齢・出身地を表示、十両以上ではさらに顔写真・四股名の下の名前とローマ字表記（上の部分のみ）・身長・体重・出身国の国旗が追加される。十両と幕下の対戦の場合は幕下用のフォーマットで統一される。四股名のフォントはすべてゴシック体となっている。

#### 出演者

##### 実況
ボイスオン所属
- 市川勝也
- 髙橋大輔
- 矢野武

他
- 舩山陽司 - 2017年までラジオNIKKEI、フリーを経て浅井企画所属[注釈 34]
- 鈴木光裕 - ボイスワークス
- 清野茂樹 - フリー

##### 主なゲスト
- 荒井太郎
- 喜屋武ちあき
- 琴剣淳弥
- 杉山邦博
- 隆乃若
- 能町みね子
- 山根千佳
- 横野レイコ

### ABEMA（旧・AbemaTV）における大相撲中継
史上初めて前相撲・序ノ口から実況つきでの配信となる。番組名は『大相撲LIVE』。プレスリリースでは「史上初の完全無料生配信」と銘打っているが、実際は前述の通り2011年技量審査場所から2013年11月場所までgoo大相撲およびUstreamでの無料配信が行われていたため誤りである。実況・解説はスポナビライブから継続している者が多い。ゲストは土・日曜日の幕内の時間帯に出演している。配信時間はSPORTSチャンネルで初日から12日目は8時00分、13日目・14日目は10時15分、千秋楽は9時35分に開始。2018年3月場所からは場所中に期間限定で大相撲チャンネルを開設して同様に配信、2021年3月場所までは同時配信以外の時間帯も幕内取組の録画や後述のダイジェストを流していた。番組上は複数の枠に区切られており、2019年9月現在は取組開始から16時までが「序ノ口～十両」、16時から17時20分が「幕内」、17時20分から19時が「幕内クライマックス」 となっている（千秋楽は幕内以降の開始時間がそれぞれ30分繰り上がる）。千秋楽では2018年1月場所から2024年5月場所までは表彰式終了後の神送りの儀式まで中継されていたが、2024年7月場所からは幕内優勝力士パレードまで中継される。放送上では番組間の区切りはなく、コメント数がリセットされるのみである。
番組タイトルについては、NHK同様「初場所」「名古屋場所」などの通称を用いているが、3月場所については「春場所」でなく地名の「大阪場所」を用いている。地方開催が中止になった2020年7、11月、2021年3月場所については漢数字を用いた正式名での表記となっている。
大相撲を見ていなかった女性、中高生を取り込むことを意識しており、
相撲情報誌『TSUNA』の編集長監修のもと、幕内力士を力や技など5項目でレーダーチャート化。二つ名得意技を独自に設定し表示している（幕内までの取り組みでは身長体重などシンプルなもののみ）。また、力士たちへキャッチコピーを設定している。必要に応じて行司や呼び出しもプロフィール表示を行う。初日（場所の2日目以降の初勝利）が出た際には鼓を打つ効果音演出をしており、番組では未勝利力士の取り組みを「ポポンチャンス」と呼んでいる。
こうした演出が一部から好評を博している一方で、アナウンサーが「竜虎川上」を「竜虎 竜虎」、「舞蹴 修樹」を「舞蹴
舞蹴」など、主に本名の下の名をそのまま四股名としている力士を個人の運営するデータベースサイト「相撲レファレンス」に掲載されている誤記 を元に誤った四股名で紹介する、実際には血縁関係のない海猿を英乃海と翔猿の弟であるとする内容のテロップを表示する。騒ぎになった際に藤原本人が「売るわけではありませんが翔猿さんから嘘情報を吹き込まれましてm(__)m」と釈明している。2024年5月場所で、行司式守誠輔は宮城野部屋閉鎖に伴い伊勢ヶ濱部屋に転籍したが、宮城野部屋所属と誤った表記をしている。
2018年3月場所から「AbemaTV大相撲ダイジェスト」を流す。当初は30分枠だったが同年5月場所から11月場所までは15分に縮小。2019年1月場所は初日15分、2日目以降は10分に縮小。2021年5月場所からはAbemaNewsチャンネルのみ配信する。10分への縮小後は主要取組以外は結果のみの紹介となった。
2020年は5月場所が新型コロナウイルスの流行の影響で中止となったため、独自企画として「大相撲Abema場所」を制作。「記憶に残る名勝負100連発」と題して過去の名勝負を振り返るほか、三役力士へのリモートインタビューなども配信された。
2021年3月場所7日目から見逃し視聴がプレミアム会員限定となった。
2021年5月場所から大相撲チャンネル、SPORTSチャンネルは生配信のみとなり、全取組後の幕内取組の録画、ダイジェストは配信されなくなった。
2021年7月場所からタカラレーベン（現：MIRARTHホールディングス）提供の表示がされるようになった。
2021年9月場所は大相撲チャンネルのみの生配信になる。

#### 出演者

##### アナウンサー
- 髙橋大輔 - ボイスオン所属
- 舩山陽司 - 浅井企画所属
- 清野茂樹 - ホリプロ所属
- 登坂淳一 - ホリプロ所属[注釈 34]
- 田中大貴 - アスリート・マーケティング所属
- 小出アキラ - FIRST AGENT所属
- 藤井康生 - 元NHKアナウンサー[56]

ボイスオン所属の3名(矢野・市川・高橋)と舩山・清野はスポナビライブから継続、2018年9月までは主に三段目以降を担当した。
過去の出演者
ボイスオン所属
- 矢野武
- 市川勝也

ボイスワークス所属
- 齋藤寿幸
- 西達彦

ニッポン放送契約
- 清水久嗣
- 小笠原聖

他
- 百瀬和己
- 上野智広
- 岸根正朋
- 新谷賢太郎
- 生島ヒロシ - 2021年9月場所のみ

##### 解説者
- 花田虎上（土・日のみ）[95] - 第66代横綱 三代目若乃花、テロップでは「花」は草冠の離れた異体字で表記
  - 花田出演時に行われるアクション解説の補助者（相手役）として、あかつがまわし姿で待機している。スケジュールの都合であかつが出演しない場合は、マービンJr.（元幕下大翔勇。ワタナベエンターテインメント所属）かアナウンサーが代役を務めている。2019年新型コロナウイルスの流行により2020年5月場所が中止され、7月場所以降も感染防止のための中継体制変更や自身のひざの手術のため出演していなかったが、2023年7月場所から復帰した。

地方場所のみ
- 旭道山和泰 - 元小結、元衆議院議員。幕内格行司の木村寿之介の実兄
- 若ノ城宗彦 - 元幕内、準年寄、8代西岩。お相撲さんプロモーションズ所属
- 大岩戸義之 - 2003年学生横綱、元幕内
- 臥牙丸勝 - 元小結[96]、日本相撲振興財団メンバー[97]
- 松鳳山裕也 - 元小結

過去の出演者
- 把瑠都凱斗 - 第241代大関（2019年3月よりエストニアの国会議員）
- 増位山 - 第212代大関、10代三保ヶ関
- KONISHIKI - 第222代大関、六代目小錦八十吉
- 若兎馬裕三 - 元幕内、19代押尾川。お相撲さんプロモーションズ所属
- 大竜川一男 - 元幕内、10代清見潟

東京場所(両国国技館)以外の地方場所の際は、東京のスタジオから実況と解説が行われている（オフチューブ）。そのため、親方ではなく、協会退職者(元幕内力士)が解説を担当している。2020年7月場所以降はバーチャルスタジオからの中継となり、7・11月場所は地方場所と同様、協会退職者が解説を務めた。2018年3月場所の番組表には黒姫山秀男の名前が記載されていたが、脳梗塞を発症したため降板、2019年4月に死去したため中継への出演は叶わなかった。

##### 主なゲスト
過去のゲスト(男性)
- 西田淳裕 - 2018年9月場所では、実況を行った[99]。
- 高須克弥 - 高須クリニック院長

過去のゲスト(女性)
- 山根千佳
- 久志本眞子

幕内（16時以降）は実況・解説が付く。土・日曜日は相撲初心者 の著名人1～2名が加わっていた。
2018年5月場所から前相撲から三段目まで、7月場所から十両の時間帯のゲストは無くなり、解説も5月場所から、ゲストは7月場所から幕内以降の登場となる。11月場所からは16時まで実況・解説は無く場内音のみの配信、実況も上記のスポナビライブから継続している5名のみになる。2019年7月場所からは、花田虎上が土・日曜日固定で解説となり、相撲初心者の著名人ゲストは無くなった。

#### テーマソング
テーマソングにはヒップホップ曲を選曲している。また幕内の中継では仕切りの際時間一杯の直前までBGMを流している。
- 2018年1月場所：KEN THE 390「真っ向勝負 大相撲ver」[101]
- 2018年3月・5月場所：AK-69「THE RED MAGIC」
- 2018年7月～2019年5月場所：AK-69「Flying B」(2018年7月場所)[102]
- 2019年7月～12月場所：AK-69「Divine Wind - KAMIKAZE-」[103]
- 2020年1月～12月場所：AK-69「No Limit -この映画のあらすじなら知ってる」(2020年1月場所)[102]
- 2021年1月～2023年3月場所：AK-69「Speedin' feat. MC TYSON, SWAY, R-指定」(2021年1月場所)[104]
- 2023年5月〜現在：AK-69「Ride Wit Us」（2023年5月場所）[105]